# Adrien Maggiolo
Pour les articles homonymes, voir Maggiolo.
Le vicomte Adrien Maggiolo, né le 1er septembre 1843 à Lunéville et mort le 26 octobre 1894 à Asnières-sur-Seine, est un journaliste monarchiste français.

## Biographie
Adrien Maggiolo naît le 1er septembre 1843 à Lunéville. Il est le fils de Louis Maggiolo (1811-1895), professeur de lettres issu d’une ancienne famille génoise, et de Clémence Leveling (1823-1871). Il est le frère aîné de Paul Maggiolo (1846-1907), qui fera carrière dans l’armée jusqu’au grade de général de brigade.
Élève au lycée Henri-IV à Paris (rebaptisé lycée Napoléon sous le Second Empire), Adrien Maggiolo est admis en 1862 à l'École normale supérieure dans la section des lettres. À sa sortie, il est nommé professeur au lycée de Vesoul.
Au déclenchement de la guerre franco-allemande de 1870, il s’engage au 2e régiment de hussards et assiste le 14 août à la bataille de Mars-la-Tour, la dernière grande bataille de cavalerie en Europe. Après la fin de la guerre, il continue son service comme réserviste au sein de la cavalerie territoriale. Il deviendra chef d'escadron le 13 mars 1877.

### Légitimisme
Maggiolo abandonne l’enseignement en 1871 pour se lancer dans le journalisme. Partisan du comte de Chambord,, prétendant légitimiste au trône de France sous le nom d'« Henri V », il devient rédacteur à L’Union, organe au service du prince dirigé par Pierre-Sébastien Laurentie.
En 1873, à l’occasion d’une réunion publique au Casino Cadet, au siège du Grand Orient de France, il prend la parole sur scène, déclarant devant des milliers de républicains que la royauté est l’unique véritable forme de souveraineté populaire. Il conclut son discours par un « Vive le roi ! Vive Henri V ! » qui provoque la fureur de l’assemblée. Insulté, bousculé et frappé, il est protégé par quelques membres de l’assistance qui l’escortent hors de la salle,,.
L’année suivante, une vive polémique[précision nécessaire] l’oppose à Paul de Cassagnac, directeur du journal bonapartiste Le Pays. Le comte de Turenne et le baron de Lareinty interviennent pour éviter un duel entre leurs amis respectifs.
À l’été 1874, muni d’une lettre de recommandation de la duchesse de Madrid, il se rend en Espagne pour couvrir la Troisième Guerre de succession carliste, prenant fait et cause pour Charles VII,,.
À la suite d’une polémique à propos de la guerre en Espagne, Maggiolo se bat en duel avec Albert Rogat le 19 avril 1875, à Dieuze, près de la frontière franco-allemande. Le combat à l’épée dure une demi-heure et nécessite sept reprises. Les deux adversaires sont légèrement blessés et se réconcilient autour d’un verre de vin de Malaga,.
Lors des élections législatives de 1876, il est choisi par les royalistes pour se présenter dans la 1re circonscription de Marseille. Avec 14 % des suffrages, il termine troisième derrière Léon Gambetta (Union républicaine, 58 %) et Alfred Naquet (Extrême gauche, 18 %), mais devant le colonel Bourcart, candidat bonapartiste (9 %),,. Brouillé avec la rédaction de L’Union, il quitte ce journal après le scrutin.
En septembre 1876 paraît une courte biographie à charge de Robespierre. Sa brochure, qui retrace avec délectation l’arrestation et l’exécution du révolutionnaire, est largement diffusée dans les cercles royalistes. Il publie l’année suivante chez Victor Palmé un pamphlet sur Voltaire, présenté comme un usurier, un négrier, un profiteur de guerre et un délateur,.
Il est aussi l’auteur d’un roman, Rose-Agathe (paru en 1877 chez Calmann-Lévy et dédié à son ami le prince Nikolaï Galitzine), qui raconte la rédemption d’une courtisane.
En 1878, il prend la direction du journal catholique et monarchiste La France nouvelle qui paraîtra jusqu’en 1883. Il compte André Barbes parmi ses collaborateurs.
C’est dans ce journal qu’il écrit en décembre 1878 que le sénateur Paul Challemel-Lacour a été surpris trichant au jeu dans un cercle de la rive gauche. Cette fausse nouvelle lui vaut une plainte pour diffamation. Challemel-Lacour est défendu par Léon Gambetta en personne. Le 8 janvier 1879, l’audience devant le tribunal correctionnel de la Seine attire une foule de curieux. Gambetta demande que le journal soit frappé à la caisse en versant 10 000 francs de dommages-intérêts à son client. Le tribunal accède à sa demande, condamnant de surcroît Maggiolo à 2 000 francs d’amende,. Il est défendu en appel par l’ancien garde des sceaux Jean Ernoul : l’amende est maintenue mais les dommages-intérêts sont réduits à 4 000 francs.
Quelques mois plus tard, le préfet de police de Paris, Louis Andrieux, accusé par La France nouvelle de brûler des bibles, porte aussi plainte pour diffamation. Il se désiste après la publication en première page d’une rétractation.

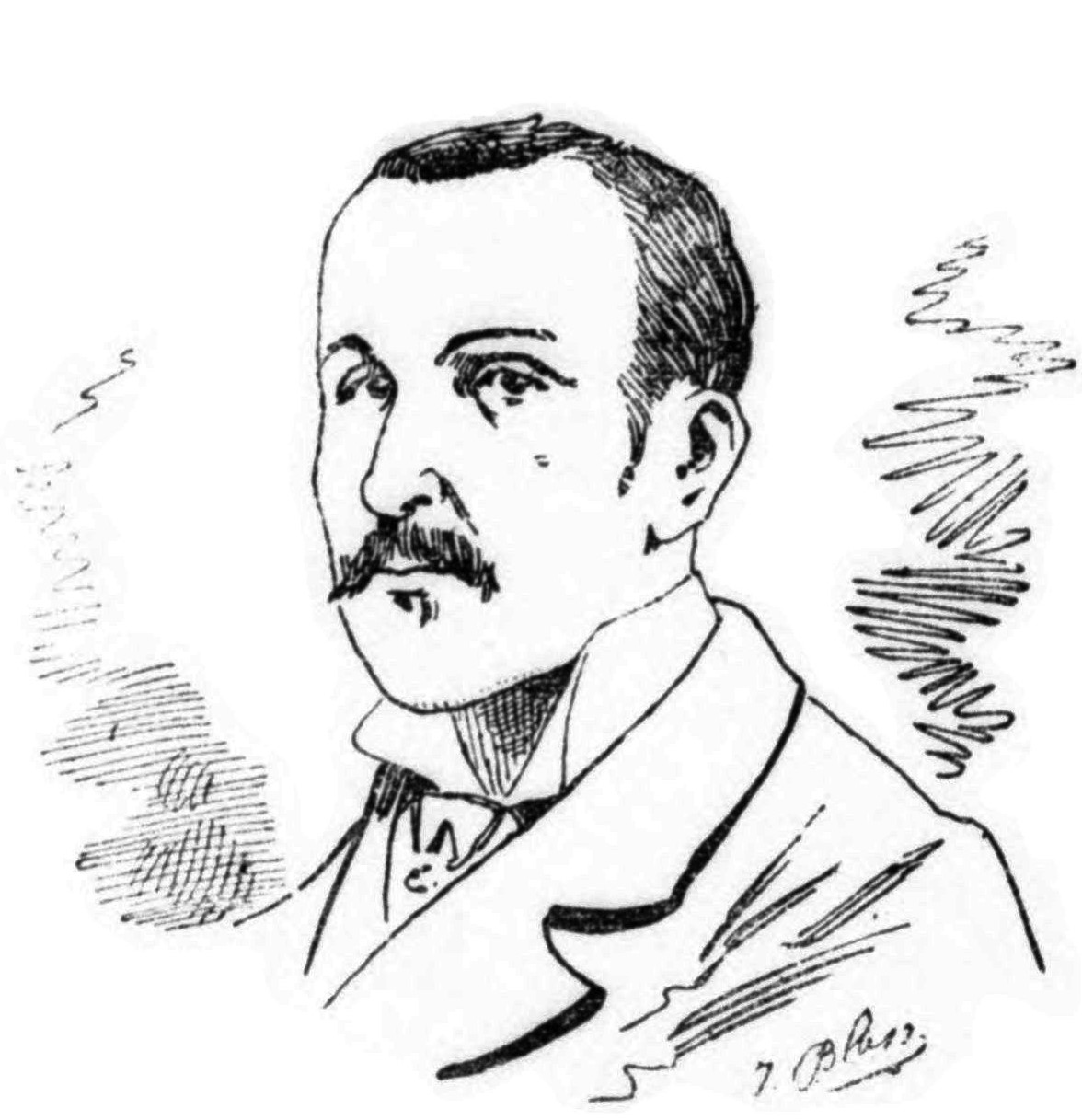
Dessin du vicomte Maggiolo par J. Blass dans Le Triboulet du 24 juillet 1881.

Aux élections législatives de 1881, il se présente sous la bannière royaliste dans la 1re circonscription de Laval. Obtenant 43 % des suffrages, il est vaincu par le député républicain sortant, Théophile Souchu-Servinière. Ces élections donnent lieu à une polémique[précision nécessaire] prolongée l’opposant à un journal local, L'Avenir de la Mayenne,.

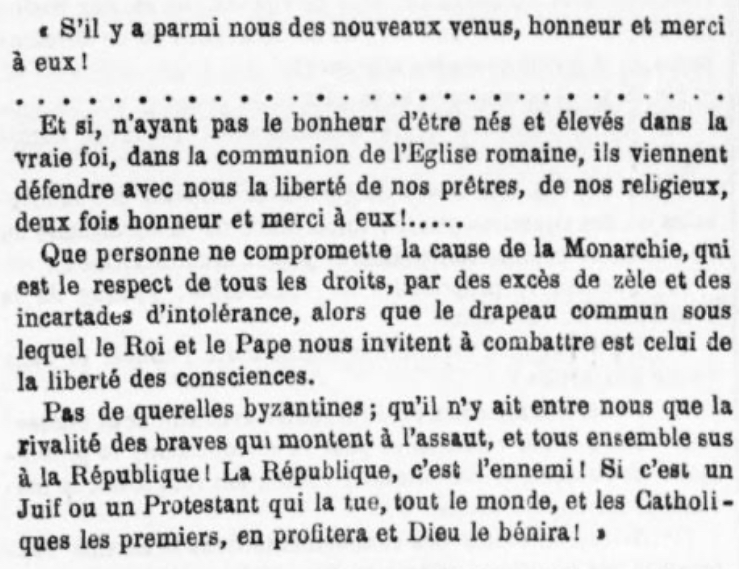
Maggiolo évoquant les Juifs monarchistes (1880).

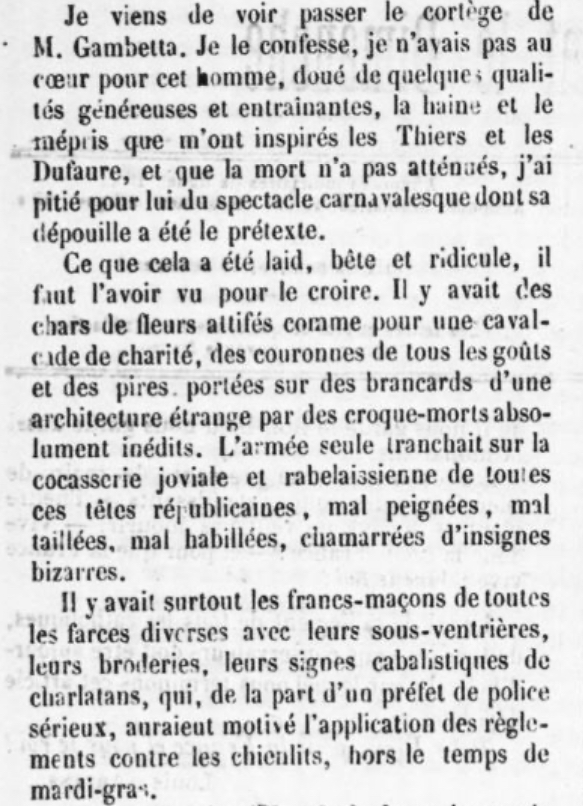
Antimaçonnisme : à propos des funérailles de Léon Gambetta (1883).

### Orléanisme
Le 24 août 1883, le comte de Chambord meurt en exil dans son château autrichien. Ses obsèques sont célébrées en la cathédrale de Goritz le 3 septembre. Quinze jours plus tard, Maggiolo publie une brochure sobrement intitulée À Goritz, le 3 septembre 1883, exhortant les royalistes à poursuivre la lutte en mémoire du défunt.

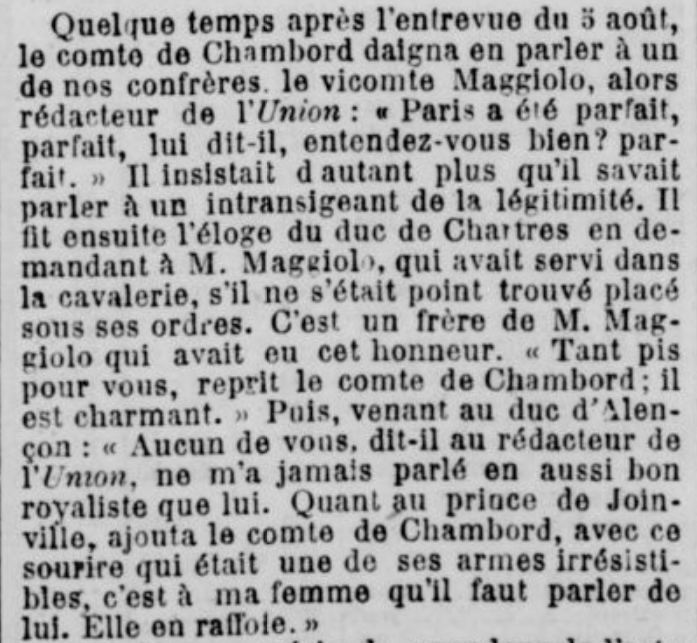
Le comte de Chambord faisant l’éloge du comte de Paris et de la famille d’Orléans auprès du vicomte Maggiolo.

« Henri V » n’ayant pas eu de descendance, le publiciste se rallie au comte de Paris, « Philippe VII ». Il entre en 1884 au bureau de la presse du prétendant orléaniste, dirigé par le sénateur Charles Lambert de Sainte-Croix. Il y côtoie notamment Eugène Dufeuille et Auguste Boucher (eux aussi passés par le lycée Henri-IV), ou encore le baron de Ravinel.
Le 22 juin 1886, après son adoption par les députés et les sénateurs, une loi d’exil visant les prétendants au trône de France est promulguée. Le comte de Paris et sa famille sont contraints de quitter le château d'Eu et d’embarquer pour l’Angleterre. Avec le comte d’Haussonville, le duc de La Trémoille, le marquis de Breteuil, le marquis de Beauvoir, le comte d’Harcourt ou Lambert de Sainte-Croix, le vicomte Maggiolo est dans l’une des sept voitures qui accompagnent la calèche princière jusqu’au Tréport, où sont rassemblées 30 000 personnes.
Il est condamné en octobre 1886 à une amende de 25 francs pour port d’arme prohibée. Au cours d’une réunion électorale à Aire-sur-l'Adour présidée par le comte de Dampierre, des intrus républicains menés par Victor Lourties s’en étaient pris physiquement à l’assistance. Maggiolo avait sorti un revolver pour les maintenir en respect.
En 1888, interpellé au sujet des instructions données par le comte de Paris, il déclare que les monarchistes ne devraient pas considérer comme un ennemi le général Boulanger quand celui-ci combat la République au suffrage universel. C’est donc avec le soutien des boulangistes et de l’Union des droites qu’il se présente aux élections législatives de 1889 dans le Doubs, à Pontarlier. Après une campagne féroce face à Dionys Ordinaire, député républicain sortant, Maggiolo est battu de 2 500 voix, récoltant 39 % des suffrages. Les résultats sont contestés par le camp royaliste.
Le soir des élections, une manifestation sauvage se forme sous ses fenêtres et perdure plusieurs heures avant d’être dispersée par les autorités. Le vicomte, blessé par des jets de pierre, dépose une plainte qui débouche sur une ordonnance de non-lieu, ce qui scandalise Le Moniteur universel dont il est un contributeur régulier.
À l’été 1890, il publie chez Calmann-Lévy un ouvrage intitulé Corse, France et Russie : Pozzo di Borgo (1764-1832), une biographie pour laquelle lui a été ouvert l’accès aux archives familiales. Il fait l’éloge de ce diplomate au service du tsar Alexandre 1er, mettant en lumière son rôle décisif au moment de la chute de Napoléon et de la Restauration.
En 1891, le comte d’Haussonville centralise les différents services du parti royaliste dans un appartement de la rue du Faubourg-Saint-Honoré. Maggiolo rejoint La Correspondance nationale, l’organe officiel du comte de Paris, où il retrouve son vieil adversaire de duel Albert Rogat.

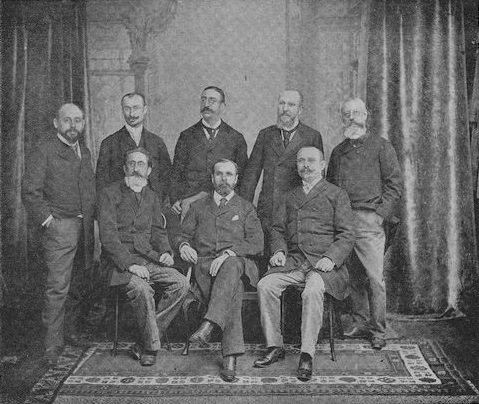
La rédaction de La Correspondance nationale en 1893. Assis, de gauche à droite : Ernest Baudouin, Eugène Dufeuille et Edmond Robert. Debout, de gauche à droite : Charles Waternau, Urbain Gohier, Georges Huillard, Adrien Maggiolo et Albert Rogat.

Il participe aussi à la création de L’Alerte en 1893. Ces journaux royalistes, subventionnés par la famille d’Orléans, ne sont toutefois plus diffusés dans l’ensemble des départements, faute de lecteurs.
Le comte de Paris s’éteint le 8 septembre 1894. Quelques semaines plus tard, le 26 octobre, Adrien Maggiolo meurt subitement à 51 ans dans sa villa du no 8 de l'avenue de Montmorency, à Asnières-sur-Seine, des suites d’une congestion pulmonaire.
Son corps est transporté à Nancy et inhumé au cimetière du Sud, après des obsèques célébrées en l'église Saint-Pierre. Le duc d’Orléans, fils et successeur du comte de Paris sous le nom de « Philippe VIII », fait parvenir à la famille Maggiolo « l’expression de ses condoléances et des vifs regrets que lui cause la mort de ce fidèle et dévoué serviteur. » À Paris, une messe est dite en l’église de la Madeleine.
Célibataire et sans progéniture, il était membre du Conseil héraldique de France et de la Société d'histoire diplomatique, et l’un des membres fondateurs de l’Union des Yachts français.
Maggiolo a été identifié comme étant le jeune homme au costume rayé, visible à droite du Déjeuner des canotiers de Renoir (1880),,.

## Principales œuvres
- Robespierre, Paris, Librairie de la Société bibliographique, 1876.
- Rose Agathe, Paris, Calmann Lévy, 1877.
- Voltaire, Paris, V. Palmé, 1878.
- À Goritz, le 3 septembre 1883, Paris, Oudin, 1883.
- Corse, France et Russie. Pozzo di Borgo, 1764-1842, Paris, Calmann Lévy, 1890.